# 奥洛穆茨西格马体育俱乐部
奥洛穆茨西格马体育俱乐部（捷克語：SK Sigma Olomouc）是捷克的一家足球俱樂部。主場位於。球隊參加捷克足球甲級聯賽的賽事。球隊曾打入1991–92年歐洲足協盃的半準決賽。

## 外部連結
- Official website （捷克文）
- http://www.soccerway.com/teams/czech-republic/sk-sigma-olomouc/ （页面存档备份，存于）